# Blerdcon
Blerdcon es una convención anual multigenero (cómic, manga, anime, ciencia ficción, etc.) de tres días que se lleva a cabo durante julio en el Hyatt Regency Crystal City en el Aeropuerto Nacional Reagan en Arlington, Virginia. El nombre de la convención proviene de la palabra "blerds", un término usado para referirse a  los nerds negros. Fue cofundado por Hassan Parrish y Hilton George.
Blerdcon tiene como objetivo ser diverso e inclusivo para todo el público.

## Programación
Blerdcon generalmente presenta concursos de cosplay, conciertos, torneos de videojuegos, maid café, paneles, vendedores y talleres.

## Historia
La idea de Blerdcon surgió de la experiencia de asistir a otra convención, MomoCon. La asistencia del primer año fue superior a la esperada, con 1.800 personas. La Blerdcon de 2020 fue cancelado debido a la pandemia de COVID-19. Blerdcon 2021 requirió que los asistentes usaran mascarillas y proporcionaran su tarjeta de vacunación COVID-19. El concurso de cosplay causó controversia en 2021 debido a que lo ganó una mujer caucásica. Blerdcon en 2022 siguió teniendo requisitos de mascarilla y vacunación.

### Historia del evento
| Fecha del evento               | Localización                                                                       | Invitados |
| ------------------------------ | ---------------------------------------------------------------------------------- | --- |
| 30 de junio - 2 de julio; 2017 | Hyatt Regency Crystal City en el Aeropuerto Nacional Reagan en Arlington, Virginia | Bec's Cosplay Wonderland y Eric "The Smoke" Moran                                                                |
| 27 al 29 de julio de 2018      | Hyatt Regency Crystal City en el Aeropuerto Nacional Reagan en Arlington, Virginia | Karan Ashley, Mega Ran, Michael "Knightmage" Wilson, Douriean Fletcher, Kevin Grevioux y Keisha Tucker           |
| 12 al 14 de julio de 2019      | Hyatt Regency Crystal City en el Aeropuerto Nacional Reagan en Arlington, Virginia | Beau Billingslea, Estelle, Shaina “Samuraider” West, y Rachel True                                               |
| 16 al 18 de julio de 2021      | Hyatt Regency Crystal City en el Aeropuerto Nacional Reagan en Arlington, Virginia | Karan Ashley, Dax ExclamationPoint, Barr Foxx, Roxxy Haze, Wreck it Ronnie, Scotty Swan, Violette Verse y Yeliz. |
| 8 al 10 de julio de 2022       | Hyatt Regency Crystal City en el Aeropuerto Nacional Reagan en Arlington, Virginia | J'adore Cosplay y Orlando Jones.                                                                                 |